# CB Ademar León
Club Balonmano Ademar León är en handbollsklubb från León i Spanien, bildad 1956.

## Meriter
- Spanska mästare: 1 (2001)
- Copa del Rey-mästare: 1 (2001)
- Copa Asobal: 2 (1999, 2009)
- Cupvinnarcupmästare: 2 (1999, 2005)

## Kända spelare
- Julen Aguinagalde (2006–2009)
- Mladen Bojinović (1999–2000)
- Dalibor Doder (2009–2010)
- Alberto Entrerríos (1998–2001)
- Raúl Entrerríos (2001–2007)
- Ole Erevik (2004–2005)
- Rubén Garabaya (1997–1999)
- Juanín García (Moderklubb–2005, 2015–)
- Eric Gull (2000–2001)
- José Javier Hombrados (1999–2000)
- Kasper Hvidt (2000–2004)
- Kristian Kjelling (2002–2006)
- Denis Krivosjlykov (1999–2012)
- Demetrio Lozano (1995–1998)
- Petar Metličić (2002–2005)
- Iker Romero (2000–2001)
- Dragan Škrbić (1995–1997)
- Uroš Zorman (2003–2004)